# 13-я армия (СССР)

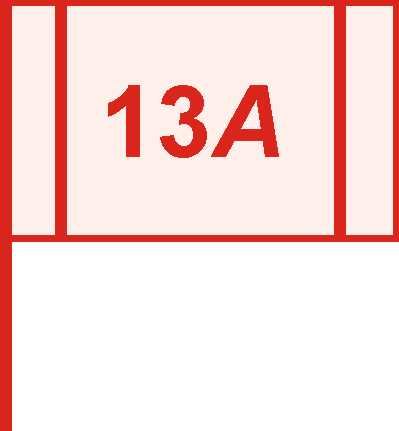
Советский условный знак для обозначения в документах 13 А. Только линии внутри знака горизонтальные, а надпись — чёрным цветом.

13-я армия — общевойсковое формирование (оперативное объединение, армия) в составе РККА ВС Союза ССР, до и во время Второй мировой войны и Советской армии.
Сокращённое действительное наименование, применяемое в рабочих документах советского военного дела — 13 А.

## История

### Формирование 1939 года
17 сентября 1939 года войска Красной Армии Советского Союза перешли советско-польскую границу, началась оккупация территорий современной западной Украины
17 сентября 1939 года Одесская армейская группа вошла в состав Украинского фронта, но участия в боевых действиях не принимала. В составе действующей армии находилась 17.9.1939-28.9.1939.
В сентябре 1939 года Одесская армейская группа переименована в 13-ю армию.
В октябре 1939 года образован Одесский военный округ. 13-я армия вошла в состав войск округа.

### Командующий
Командующий войсками: сентябрь — октябрь 1939 г. — комкор Парусинов, Филипп Алексеевич

## Формирование 1939 — 1940 годов
Сформирована во время советско-финской войны 1939-40 годов на основе оперативной группы комкора В. Д. Грендаля 25 декабря 1939 года. По окончании войны расформирована.

### Командующий
Командующий войсками:
- 25 декабря 1939 — март 1940 — командарм 2 ранга Грендаль, Владимир Давыдович.
- март 1940 — апрель 1940 — комкор Парусинов, Филипп Алексеевич.

### Потери
За два с половиной месяца боевых действий армия потеряла 89 тысяч военнослужащих, в том числе:
- Убитые — 16 878
- Пропавшие без вести — 3826
- Раненые — 57 271
- Заболевшие и обмороженные — 11 185

### Отличившиеся воины
Звания Героя Советского Союза присвоены Указом Президиума Верховного Совета СССР от 7 апреля 1940 года за образцовое выполнение боевых заданий командования на фронте борьбы с финской белогвардейщиной и проявленные при этом доблесть и мужество свыше 90 воинам армии.
Данные о Героях Советского Союза 4 стрелковой дивизии, 8 стрелковой дивизии, 49 стрелковой дивизии, 50 стрелковой дивизии, 51 стрелковой дивизии, 62 стрелковой дивизии, 80 стрелковой дивизии, 90 стрелковой дивизии, 97 стрелковой дивизии, 136 стрелковой дивизии, 150 стрелковой дивизии приводятся в статьях Википедии об этих формированиях.
| Управление 15-го стрелкового корпуса: - Турбин, Дмитрий Иванович, полковник, начальник артиллерии корпуса. Погиб в бою 23 января 1944 года. 17-я мотострелковая дивизия: - Бойцов, Иван Никитович, красноармеец, стрелок 278 мотострелкового полка. Звание присвоено посмертно. - Быков, Михаил Иванович, лейтенант, помощник начальника разведывательного отделения штаба дивизии. Звание присвоено посмертно. - Власенко, Николай Поликарпович, политрук, военный комиссар батальона 273 мотострелкового полка. - Кожанов, Николай Павлович, отделенный командир, командир орудия 271 стрелкового полка. - Костров, Пётр Семёнович, младший политрук, военный комиссар 3 батальона 278 мотострелкового полка. Звание присвоено посмертно. - Мичурин, Василий Сергеевич, красноармеец, пулемётчик 271 мотострелкового полка. - Ударов, Николай Иванович, младший командир, командир орудия 20 лёгкого артиллерийского полка. 79-я стрелковая дивизия: - Черников, Михаил Васильевич, политрук, ответственный секретарь партийного бюро 233 стрелкового полка. - Чернышёв, Александр Кондратьевич, старшина, старшина роты 2 стрелкового батальона 233 стрелкового полка. Звание присвоено посмертно. Отдельные части армейского подчинения: - Алпеев, Семён Павлович, младший лейтенант, командир 7 батареи 137 артиллерийского полка. - Карсанов, Казбек Дрисович, старший лейтенант, командир батареи 49 тяжёлого корпусного артиллерийского полка. - Клюкин, Василий Степанович, красноармеец, шофёр 116 артиллерийского полка Резерва Главного Командования. - Коломейцев, Анатолий Филиппович, лейтенант, командир батареи 116 артиллерийского полка Резерва Главного Командования. - Кулейкин, Павел Иванович, старший лейтенант, командир батареи 137 артиллерийского полка. - Кшенский, Александр Фадеевич, старший лейтенант, командир батареи 137 артиллерийского полка. - Петров, Иван Тимофеевич, старший лейтенант, командир дивизиона 101 гаубичного артиллерийского полка. - Прошин, Иван Иванович, старший лейтенант, командир танковой роты 85 отдельного танкового батальона 39 отдельной лёгкой танковой бригады. - Русин, Никита Иванович, красноармеец, механик-водитель танка 85 отдельного танкового батальона 39 отдельной лёгкой танковой бригады. - Серебряков, Андрей Михайлович, младший командир, старший механик-водитель танка 232 отдельного разведывательного танкового батальона 39 отдельной лёгкой танковой бригады. - Сиволап, Иван Данилович, младший командир, механик-водитель танка 115 отдельного танкового батальона 40 танковой бригады. Погиб в бою 11 июля 1941 года. - Тарасов, Лука Фёдорович, лейтенант, командир взвода 137 артиллерийского полка. - Фёдоров, Василий Фёдорович, лейтенант, командир батареи 101 гаубичного артиллерийского полка. - Шевенок, Демид Яковлевич, старший лейтенант, командир батареи 137 артиллерийского полка. |

## 3-е формирование (с1941 года)

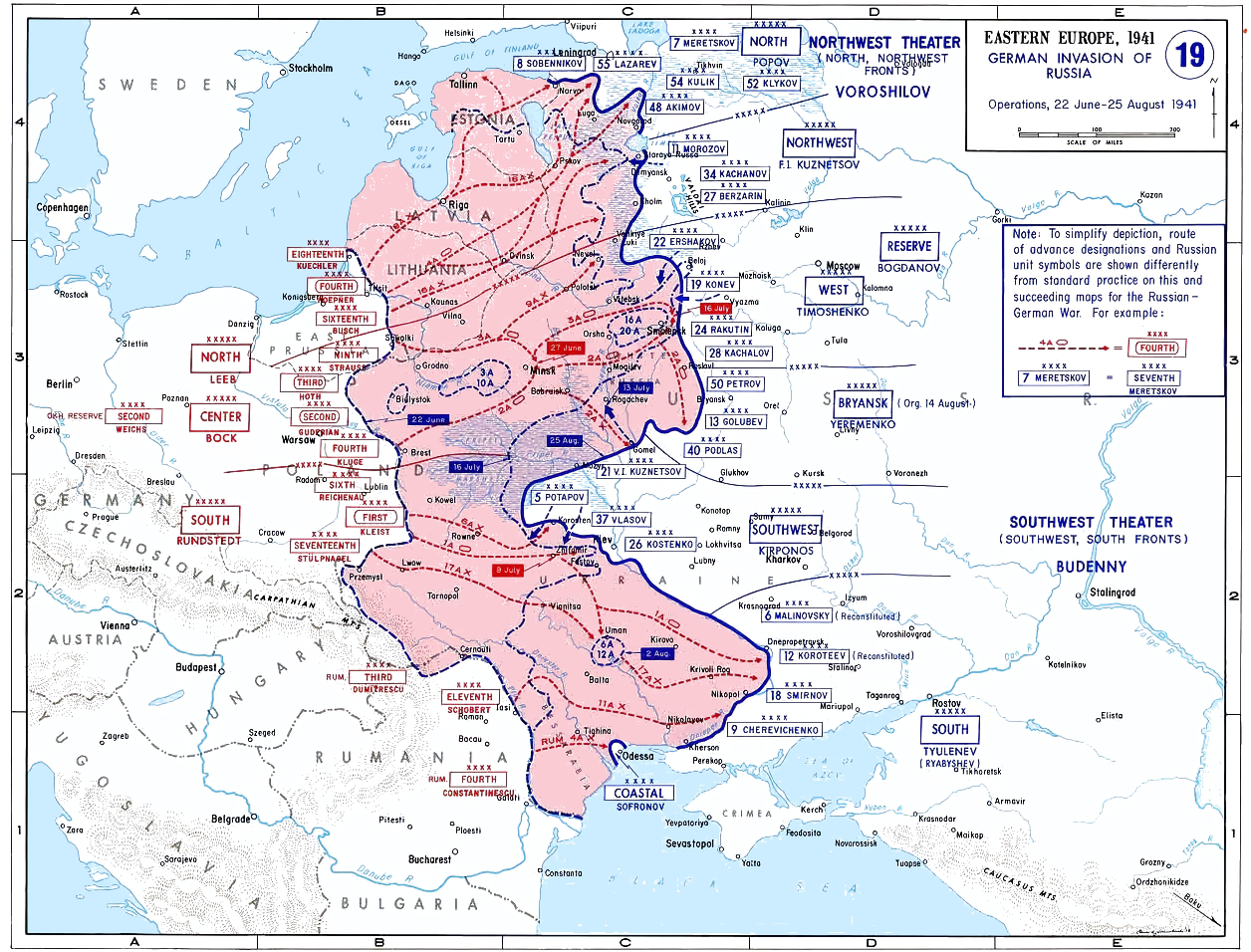
13 А на июнь — август 1941 года.

Формирование штаба 13-й армии началось 5 мая 1941 года в Могилёве, на территории Западного Особого военного округа. По плану прикрытия государственной границы, армия должна была принять полосу на южном фасе белостокского выступа.

### Командование на22 июня1941 года
- Командующий войсками — П. М. Филатов 28.05.1941 — 08.07.1941
- Начальник штаба — комбриг А. В. Петрушевский
- Начальник оперативного отдела штаба — подполковник С. П. Иванов
- Член Военного совета — бригадный комиссар П. С. Фурт
- Начальник политотдела — бригадный комиссар П. И. Крайнов
- Начальник РО штаба — полковник П. М. Волокитин
- Начальник артиллерии — генерал-майор В. Н. Матвеев

### Состав 13-й армии по планам советского командования
- 2-й стрелковый корпус (корпусное управление перебрасывалось из Минска в Бельск; должно было подчинить 49-ю и 113-ю стрелковые дивизии из состава 4-й и 10-й армий, соответственно).
- 44-й стрелковый корпус (с 19 июня перебрасывался из Дорогобужского лагеря в район Минска; 64-я, 108-я и 161-я стрелковые дивизии)
- 13-й механизированный корпус в стадии формирования.
- 311-й пушечный артиллерийский полк Резерва Главного Командования.

17 июня оперативная группа штаба 13-й армии во главе с подполковником С. П. Ивановым прибыла в Барановичи, в тот же день она перебазировалась в Новогрудок, где до 21 июня оборудовала ЗКП армии.
Нападение Германии 22 июня спутало планы советского командования. Штаб 13-й армии получил приказ выдвинуться из Могилёва в район Молодечно, где ему были подчинены:
- 21-й стрелковый корпус (37-я, 17-я и 24-я стрелковые дивизии)
- 50-я стрелковая дивизия (приняла под своё командование также отступающие части Северо-Западного фронта, в том числе курсантов Виленского пехотного училища, остатки 5-й танковой дивизии, а также 84-й полк железнодорожных войск НКВД)
- 8-я противотанковая артиллерийская бригада

Армия получила приказ поддержать действия конно-механизированной группы (КМГ) И. В. Болдина в районе Гродно ударом на Радунь, Ораны, однако натолкнулась на немецкие войска 3-й танковой группы Г. Гота, вышедшие к Лиде, и была остановлена.
25 июня штаб 13-й армии подвергся атаке танков, понёс большие потери, при этом потерял связь с войсками.
27 июня штаб 13-й армии вышел в район Минска и подчинил себе войска на минском направлении:
- 44-й стрелковый корпус (64-я и 108-я стрелковые дивизии)
- 2-й стрелковый корпус (вернулся в район Минска и принял под своё начало 100-ю и 161-ю стрелковые дивизии)

Однако в результате охватов немецких танковых групп войска 13-й армии оказались в полуокружении в районе Минска, 28 июня оставили Минск и отошли на восток на рубеж реки Волма.
На 30 июня в распоряжении 13-й армии находились 2-й стрелковый корпус (100-я и 161-я стрелковые дивизии) и штаб 44-го стрелкового корпуса; штаб армии восстановил связь с 50-й стрелковой дивизией (сосредоточилась в районе Логойск, Плещеницы). 1 июля штаб армии восстановил связь со штабом фронта, утраченную после оставления Минска.
8 июля 1941 года отходившая на восток 13-я армия получила новую полосу обороны в районе Могилёва; в этот же день смертельно ранен её командующий генерал-лейтенант П. М. Филатов (умер в Москве 14 июля), новым командующим назначен генерал-лейтенант Ф. Н. Ремезов.

### Состав на10 июля1941 года
- 61-й стрелковый корпус (53-я, 110-я и 172-я стрелковые дивизии)
- 45-й стрелковый корпус (148-я и 187-я стрелковые дивизии)
- 20-й механизированный корпус (26-я и 38-я танковые дивизии, 210-я моторизованная дивизия)
- 20-й стрелковый корпус РГК (137-я и 160-я стрелковые дивизии, 254 ОБС, 273 ОСАПБ) Генерал-майор Ерёмин, С. И.

10 июля началось новое наступление вермахта на восток, при этом основные силы 13-й армии оказались в окружении в районе Могилёва (61-й стрелковый корпус и 20-й мехкорпус) и на кричевском направлении (20-й стрелковый корпус РГК и основные силы 45-го корпуса). 12 июля штаб армии вновь оказался под ударом, погибло большое количество работников штаба, был тяжело ранен командующий армией генерал-лейтенант Ф. Н. Ремезов, вместо него был назначен генерал-лейтенант В. Ф. Герасименко.
18 июля в оперативное подчинение 13-й армии передали войска 4-й армии, ранее выведенной в резерв. После создания 24 июля Центрального фронта 13-я армия вошла в его состав. После оставления Могилёва 27 июля генерал-лейтенант В. Ф. Герасименко был сменён генерал-майором К. Д. Голубевым.

### Состав на1 августа1941 года
- 45-й стрелковый корпус (148-я стрелковая дивизия, отряды 6-й и 160-й стрелковых дивизий, 649 кап)
- 4-й воздушно-десантный корпус (7-я и 8-я воздушно-десантные бригады, 462 кап)
- 28-й стрелковый корпус (55-я стрелковая дивизия)
- 455 кап, 398 ап (144 сд), 12 озад

В начале августа в результате немецкого наступления на Рославль правый фланг 13-й армии был разгромлен. Противник прорвался на Рославль. Вскоре армии были подчинены 52-я кавалерийская дивизия и 21-я горно-кавалерийская дивизия из состава группы генерал-полковника О. И. Городовикова, затем для восстановления положения ей были подчинены другие соединения.

### Состав на10 августа1941 года
- 45-й стрелковый корпус
  - 121-я стрелковая дивизия
  - 137-я стрелковая дивизия
  - 132-я стрелковая дивизия
  - 148-я стрелковая дивизия
  - 52-я кавалерийская дивизия
  - 21-я горно-кавалерийская дивизия
  - 155-я стрелковая дивизия
  - 420-й корпусной артиллерийский полк
  - 387-й гап РГК
  - 70-й инженерный батальон
- 25-й механизированный корпус
  - 50-я танковая дивизия
- 4-й воздушно-десантный корпус
  - 7-я воздушно-десантная бригада
  - 8-я воздушно-десантная бригада
  - 6-я стрелковая дивизия
  - 462-й корпусной артиллерийский полк

Новое немецкое наступление на Гомель привело к рассечению Центрального фронта. 14 августа 13-я армия была передана в состав сформированного Брянского фронта. 31 августа её возглавил генерал-майор А. М. Городнянский.
28 августа 1941 года немецкая 2-я танковая группа начала наступление в южном направлении, в тыл советского Юго-Западного фронта. Удар наносился в стык 21-й и 13-й армий.

### Состав на1 сентября1941 года
- 45-й стрелковый корпус (6-я, 155-я и 307-я стрелковые дивизии)
- 121-я, 132-я и 143-я стрелковые дивизии, 52-я кавалерийская дивизия
- 4-й воздушно-десантный корпус
- 50-я танковая дивизия, 43-й танковый батальон
- 462 кап, 387 гап РГК, 699 ап ПТО, 12 и 130 озад

Попытка Брянского фронта разгромить 2-ю танковую группу Г. Гудериана не увенчалась успехом (Рославльско-Новозыбковская операция). Сомкнуть фланги 13-й и 21-й армиям не удалось.

### Состав на1 октября1941 года
- 6-я, 121-я, 132-я, 143-я, 155-я, 298-я и 307-я стрелковые дивизии
- 141-я танковая бригада и 43-й танковый батальон
- 55-я кавалерийская дивизия
- 207 и 462 кап, 50 гап, 387 гап РГК, 12 озад.

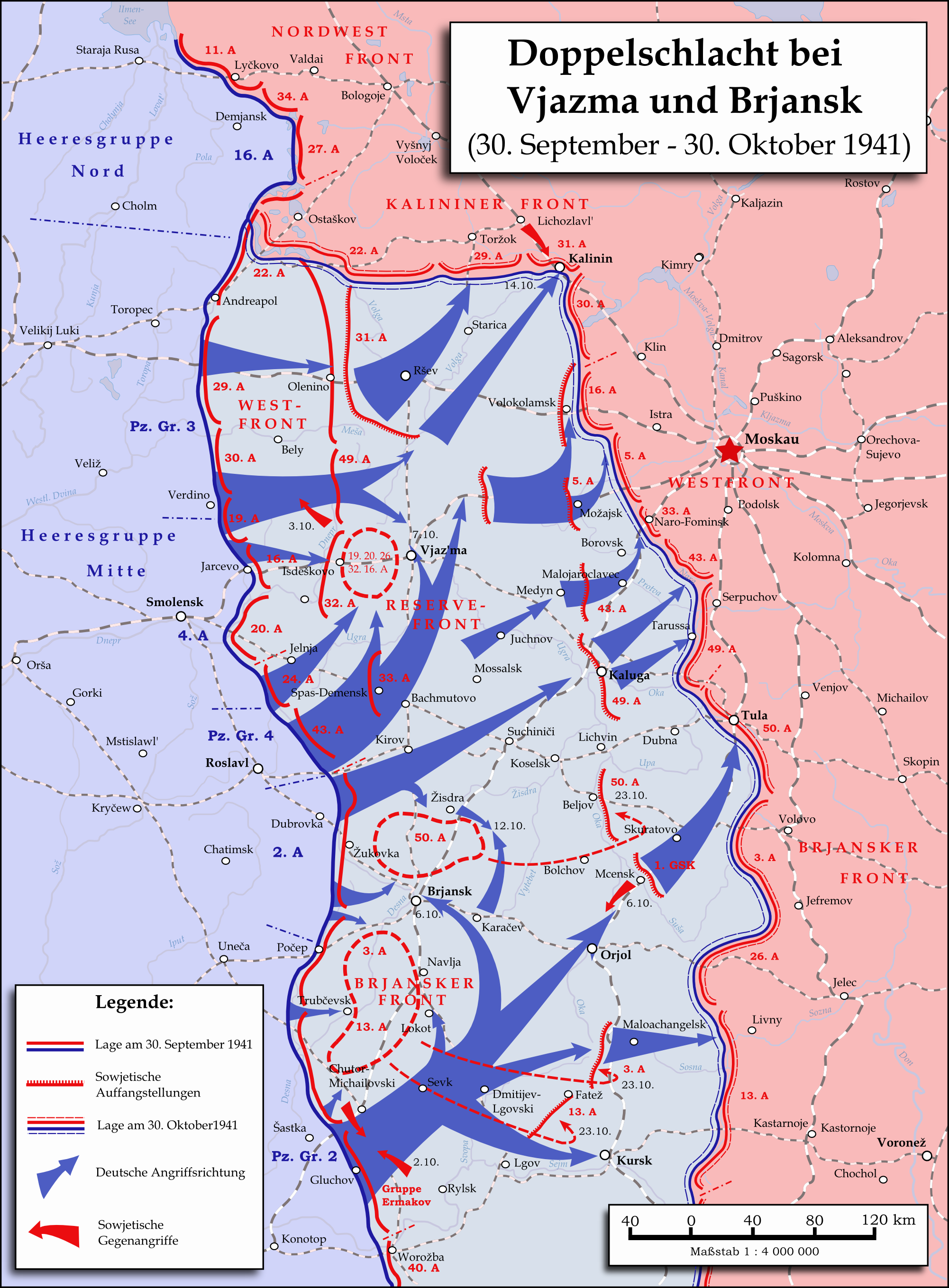
Сражение под Вязьмой и Брянском

1 октября 1941 года в рамках операции «Тайфун» 2-я танковая группа Гудериана группы армий «Центр» прорвала на своём центральном участке оборону 13-й армии Брянского фронта А. И. Ерёменко на всю глубину и продвинулась на 60 км. 1 октября 24-й мотокорпус занял Севск.
В результате немецкого наступления на Москву 13-я армия, оборонявшаяся на севском направлении, была окружена, к 18 октября 1941 года вышла из окружения, при этом её численный состав составлял меньше одной дивизии.
После расформирования Брянского фронта (10 ноября 1941 года) 13-я армия — в составе Юго-Западного фронта, в декабре 1941 года участвовала в Елецкой наступательной операции.
24 декабря 1941 года вновь вошла в состав восстановленного Брянского фронта. 3 января 1942 года А. М. Городнянского на посту командарма сменил генерал-майор Н. П. Пухов, который командовал 13-й армией до конца войны.
Начальником штаба армии до декабря 1943 года оставался генерал А. В. Петрушевский, с 31 декабря 1943 года до конца войны — генерал-лейтенант Г. К. Маландин.

### Состав на 1 мая 1945 года
Стрелковые войска.
- 24-й стрелковый корпус:
  - 117-я гвардейская стрелковая дивизия
  - 280-я стрелковая дивизия второго формирования
  - 395-я стрелковая дивизия
- 27-й стрелковый корпус:
  - 6-я гвардейская стрелковая дивизия
  - 121-я гвардейская стрелковая дивизия
- 102-й стрелковый корпус:
  - 147 стрелковая дивизия
  - 172 стрелковая дивизия

Артиллерия.
- 17 артиллерийская дивизия
- 39 гвардейская пушечная артиллерийская бригада
- 111 гвардейский гаубичный артиллерийский полк
- 26 истребительно-противотанковая артиллерийская бригада
- 493 истребительно-противотанковый артиллерийский полк
- 1076 истребительно-противотанковый артиллерийский полк
- 12 миномётная бригада
- 128 миномётный полк
- 65 гвардейский миномётный полк реактивной артиллерии
- 323 гвардейский миномётный полк реактивной артиллерии
- 10 зенитная артиллерийская дивизия
- 1287 зенитный артиллерийский полк

Бронетанковые и механизированные войска.
- 88 отдельный танковый полк
- 327 гвардейский тяжёлый самоходный артиллерийский полк
- 372 гвардейский самоходный артиллерийский полк
- 768 самоходный артиллерийский полк
- 1228 самоходный артиллерийский полк

Инженерные войска.
- 19 инженерно-сапёрная бригада.

Войска связи:
- 55-й отдельный Краснознаменный[5] полк связи[6]

### 1942-45 годы
В июне—июле 1942 года 13-я армия участвовала в Воронежско-Ворошиловградской оборонительной операции, в начале 1943 года — в Воронежско-Касторненской наступательной операции, летом 1943 года — в сражении на Курской дуге (в составе Центрального фронта). В сентябре 1943 года 13-я армия в ходе Черниговско-Полтавской операции стремительно продвинулась до Днепра и первой из всех советских армий форсировала Днепр. Затем в составе Воронежского и 1-го Украинского фронтов 13-я армия участвовала в освобождении Правобережной Украины и Польши, захвате Сандомирского плацдарма.
В 1945 году 13-я армия участвовала в Висло-Одерской, Берлинской и Пражской операциях.
По окончании войны именно части 13-й армии взяли в плен генерала А. А. Власова.

### Отличившиеся воины
В годы Великой Отечественной войны свыше 350 воинам, сражавшихся в рядах армии, было присвоено звание Герой Советского Союза.
| Управление армии: - Онучин, Михаил Васильевич, полковник, начальник инженерных войск армии. Звание присвоено посмертно. - Пухов, Николай Павлович, генерал-лейтенант, командующий армией. Управление 15 стрелкового корпуса (3-го формирования): - Людников, Иван Ильич, генерал-лейтенант, командир корпуса. Управление 17 гвардейского стрелкового корпуса: - Бондарев, Андрей Леонтьевич, гвардии генерал-лейтенант, командир корпуса. 112 стрелковая дивизия: - Варава, Борис Семёнович, сержант, командир орудия 156 отдельного истребительно-противотанкового дивизиона. Звание присвоено посмертно. - Гладков, Александр Васильевич, генерал-майор, командир дивизии. - Дьяченко, Николай Сидорович, старший лейтенант, командир роты 524 стрелкового полка. Звание присвоено посмертно. - Жидков, Иван Сергеевич, лейтенант, командир взвода 416 стрелкового полка. - Иванов, Семен Максимович, капитан, командир роты 416 стрелкового полка. - Качанов, Евгений Иванович, сержант, командир отделения 416 стрелкового полка. Звание присвоено посмертно. - Колосов, Николай Григорьевич, капитан, командир артиллерийской батареи 385 стрелкового полка. - Кутовой, Андрей Фёдорович, рядовой, разведчик стрелкового батальона 385 стрелкового полка. - Ларин, Николай Владимирович, капитан, командир батальона 524 стрелкового полка. - Осипенко, Иван Степанович, капитан, командир дивизиона 436 артиллерийского полка. Звание присвоено посмертно. - Платов, Алексей Иванович, старшина, командир орудия 524 стрелкового полка. - Романов, Владимир Филиппович, младший сержант, разведчик 410 стрелкового полка. - Слащов, Дмитрий Александрович, лейтенант, командир пулемётного взвода 416 стрелкового полка. Умер от ран 8 апреля 1945 года. - Соколов, Михаил Анисимович, лейтенант, командир взвода 416 стрелкового полка. - Стрельников, Ефим Семёнович, старший лейтенант, командир роты 524 стрелкового полка. Звание присвоено посмертно. - Тульников, Андрей Пантелеевич, сержант, командир сапёрного отделения 416 стрелкового полка. - Турчин, Николай Николаевич, старший лейтенант, командир батареи 156 отдельного истребительно-противотанкового дивизиона. - Ульянов, Иван Федосеевич, полковник, командир 385 стрелкового полка. - Фролов, Михаил Иванович, лейтенант, командир взвода 385 стрелкового полка. Звание присвоено посмертно. 322 стрелковая дивизия: - Анощенков, Фёдор Григорьевич, младший сержант, командир орудия 886 артиллерийского полка. Погиб в бою 19 августа 1944 года. - Братусь, Иван Иванович, старший сержант, командир расчёта 297 отдельного истребительно-противотанкового дивизиона. - Вавилин, Алексей Сергеевич, младший лейтенант, командир роты 1087 стрелкового полка. Звание присвоено посмертно. - Васильев, Фёдор Васильевич, старший сержант, командир отделения 1085 стрелкового полка. Звание присвоено посмертно. - Долгий, Степан Иванович, старший сержант, командир орудия 297 отдельного истребительно-противотанкового дивизиона. Звание присвоено посмертно. - Клевцов, Сергей Трофимович, ефрейтор, пулемётчик 1087 стрелкового полка. Погиб в бою 14 декабря 1943 года. - Костенко, Антон Николаевич, капитан, командир 385 отдельной разведывательной роты. Звание присвоено посмертно. - Курятников, Николай Андреевич, старший лейтенант, заместитель командира батальона 1087 стрелкового полка. Умер от ран 10 марта 1944 года. - Лащенко, Пётр Николаевич, полковник, командир дивизии. - Малых, Евгений Васильевич, сержант, помощник командира взвода 1089 стрелкового полка. - Морозов, Михаил Ильич, старший лейтенант, командир батареи 886 артиллерийский полк. Пропал без вести 18 ноября 1943 года. - Онищенко, Григорий Харлампиевич, младший сержант, наводчик орудия 886 артиллерийского полка. Умер от ран 17 мая 1945 года. - Пашин, Пётр Лукьянович, сержант, пулемётчик 1087 стрелкового полка. - Разин, Василий Алексеевич, младший сержант, командир сапёрного отделения 603 отдельного сапёрного батальона. Умер от ран 20 февраля 1945 года. - Сапалёв, Иван Григорьевич, младший сержант, командир отделения 603 отдельный сапёрный батальон. - Сараев, Николай Андреевич, красноармеец, сапёр 603 отдельного сапёрного батальона. - Тимошенко, Владимир Яковлевич, старший лейтенант, командир батареи 886 артиллерийского полка. - Чернов, Иван Никифорович, лейтенант, командир роты 1089 стрелкового полка. - Янков, Николай Павлович, капитан, командир дивизиона 886 артиллерийского полка. - Ярцев, Павел Петрович, старший лейтенант, парторг батальона 1085 стрелкового полка. Звание присвоено посмертно. 129 танковая Черниговская бригада: - Сугеров, Борис Андреевич, старший лейтенант, командир танковой роты. Звание присвоено посмертно. 19 инженерно-сапёрная Ровенская Краснознаменная бригада: - Воробьев Степан Иванович, старший сержант, командир отделения 281 инженерно-сапёрного Сандомирского батальона. - Певнев, Григорий Михайлович, лейтенант, командир взвода 282 инженерно-сапёрного батальона. Звание присвоено посмертно. - Татарченков, Пётр Иванович, сержант, командир отделения 284 инженерно-сапёрного ордена Богдана Хмельницкого батальона. - Фазлаев, Нурулла Гарифуллович, старшина, командир отделения 281 инженерно-сапёрного Сандомирского батальона. 23 моторизованная штурмовая инженерно-сапёрная Перекопская Краснознамённая ордена Суворова бригада РГК: - Блинников, Сергей Александрович, майор, командир 107 отдельного моторизованного штурмового инженерно-сапёрного батальона. - Короткий, Николай Андреевич, сержант, командир сапёрного отделения 107 отдельного моторизованного штурмового инженерно-сапёрного батальона. - Корявко, Иван Порфирьевич, полковник, командир бригады. - Пундиков, Василий Петрович, ефрейтор, сапёр 110 отдельного моторизованного штурмового инженерно-сапёрного батальона. Погиб в бою 26 апреля 1945 года. - Рубусин, Сергей Михайлович, красноармеец, огнемётчик 47 отдельного батальона ранцевых огнемётов. Звание присвоено посмертно. - Сыкало, Пётр Макарович, красноармеец, сапёр 110 отдельного моторизованного штурмового инженерно-сапёрного батальона. 13 артиллерийская Киевская Краснознаменная дивизия прорыва РГК: - Сергеев, Пётр Егорович, старший лейтенант, командир батареи 615 гаубичного артиллерийского полка 47 гаубичной артиллерийской Владимир-Волынской бригады. Погиб в бою 28 апреля 1945 года. 493 истребительно-противотанковый артиллерийский полк РГК: - Бурцев, Кирилл Максимович, красноармеец, подносчик снарядов. Звание присвоено посмертно. - Быков, Владимир Иванович, майор, заместитель командира полка по строевой части. Звание присвоено посмертно. - Грищенко, Павел Яковлевич, старший сержант, командир расчёта орудия. - Лутфуллин, Сульги, старший сержант, командир орудия. - Хоптяр, Степан Иванович, сержант, наводчик орудия. Погиб в бою 29 апреля 1945 года. 9 отдельная гвардейская истребительно-противотанковая артиллерийская Киевская ордена Ленина Краснознаменная бригада РГК: - Карозин, Александр Николаевич, гвардии подполковник, командир бригады. 462 артиллерийский полк: - Хигрин, Борис Львович, капитан. Командир дивизиона. Звание присвоено посмертно. Навечно зачислен в списки личного состава части. 6 гвардейский кавалерийский ордена Суворова корпус: - Васильев, Дмитрий Павлович, гвардии капитан, командир эскадрона 50 гвардейского кавалерийского полка 13 гвардейской кавалерийской Роменской Краснознаменной ордена Суворова дивизии. Звание присвоено посмертно. - Ершов, Виктор Егорович, красноармеец, наводчик пулемёта 115 кавалерийского полка 8 гвардейской кавалерийской Оренбургско-Ровенской ордена Ленина дважды Краснознаменной ордена Суворова дивизии. Звание присвоено посмертно. - Хакимов, Нематжан, красноармеец, помощник наводчика станкового пулемёта 115 кавалерийского полка 8 гвардейской кавалерийской Оренбургско-Ровенской ордена Ленина дважды Краснознаменной ордена Суворова дивизии. Звание присвоено посмертно. - Четвертной, Михаил Алексеевич, лейтенант, командир танковой роты 136 танкового полка 8 гвардейской кавалерийской Оренбургско-Ровенской ордена Ленина дважды Краснознаменной ордена Суворова дивизии. Звание присвоено посмертно. |

Данные о Героях Советского Союза корпусов и дивизий:

4-й артиллерийский корпус прорыва, 1-я гвардейская артиллерийская дивизия прорыва РГК, 117-я гвардейская стрелковая дивизия, 121-я гвардейская стрелковая дивизия, 15-я стрелковая дивизия, 172-я стрелковая дивизия (3-го формирования), 181-я стрелковая дивизия (3-го формирования), 211-я стрелковая дивизия (2-го формирования), 3-я понтонно-мостовая бригада, 307-я стрелковая дивизия, 350-я стрелковая дивизия, 4-я гвардейская воздушно-десантная дивизия, 6-я гвардейская стрелковая дивизия, 74-я стрелковая дивизия (2-го формирования), 70-я гвардейская стрелковая дивизия, 75-я гвардейская стрелковая дивизия, 8-я стрелковая дивизия (3-го формирования), 81-я стрелковая дивизия (2-го формирования)
 указаны в статьях Википедии об этих формированиях.
 Кавалеры ордена Славы 3-х степеней.
- Корепанов, Кирилл Григорьевич, старший сержант, радист-пулемётчик танка Т-34 98 отдельного танкового Ропшинского Краснознамённого орденов Суворова и Красной Звезды полка.
- Максимычев, Николай Алексеевич, ефрейтор, разведчик-наблюдатель 128 армейского миномётного полка.
- Дойков, Александр Степанович, гвардии старший сержант, помощник командира взвода управления 111 гвардейского гаубичного артиллерийского Белоцерковского ордена Ленина и ордена Кутузова полка РГК.

112 стрелковая Рыльско-Коростельская Краснознамённая орденов Суворова и Кутузова дивизия:
- Гладкий Яков Лукьянович, младший сержант, пулемётчик 416 стрелкового полка.
- Орленко, Андрей Тимофеевич, сержант, командир отделения 159 отдельного сапёрного батальона.

13-я гвардейская кавалерийская Ровенская Краснознаменная ордена Суворова дивизия:
- Зотов, Николай Иванович, гвардии старший сержант, командир расчёта 76-мм пушки 48 гвардейского кавалерийского полка.

10 зенитная артиллерийская дивизия:
- Монастырский, Павел Петрович, младший сержант, заместитель командира орудия 984 зенитного артиллерийского полка.

395 стрелковая дивизия:
- Писарев, Георгий Павлович, сержант, командир орудия 968 артиллерийского полка.

23 моторизованная штурмовая инженерно-сапёрная Перекопская Краснознамённая ордена Суворова бригада РГК:
- Рафиков, Шамсутдин Хаснутдинович, сержант, командир отделения 110 отдельного моторизованного штурмового инженерно-сапёрного батальона.

396 стрелковая дивизия:
- Чистяков, Иван Егорович, старшина, командир орудия 29 отдельного истребительно-противотанкового артиллерийского дивизиона.

## После окончания войны
После окончания боевых действий соединения, входившие в состав 13-й армии, были дислоцированы на территорию СССР. Управление 13-й армии, дислоцируемое в Прикарпатском военном округе (Ровно), получило в подчинение гвардейские стрелковые дивизии из состава 32-го, 34-й гвардейский стрелковый корпус бывшей 5-й гвардейской армии.
В 1957 г. корпусное звено в управлении войсками было упразднено, 10-я гв. мехдивизия (оставаясь в составе 13 А) и стрелковые дивизии армии переформировывались в мотострелковые дивизии.
В последующем состав 13-й армии изменялся и сокращался. В частности, в конце 1950-х гг. сокращалось количество мотострелковых соединений. В 1980-е гг. была расформирована мотострелковая дивизия в г. Ровно.
После распада Советского Союза армия перешла в составе ВС Украины. В 1999 году преобразована в 13-й армейский корпус.

## Состав в конце 1980-х гг
На 19 ноября 1990 года 13-я общевойсковая армия располагала 621 танком, 490 БМП и БТР, 372 орудиями, миномётами и РСЗО.
- Управление командующего, штаб, 394-я отдельная рота охраны и обеспечения (г. Ровно) (5 Т-72, 22 БТР-70, 1 ЗС88)
- 51-я гвардейская мотострелковая Харьковско-Пражская ордена Ленина, дважды Краснознамённая, орденов Суворова и Кутузова дивизия (г. Владимир-Волынский)

Всего: 186 танков Т-72, 50 БМП (37 БМП-1, 15 БРМ-1К), 123 БТР (115 БТР-70, 8 БТР-60), 15 САУ (5 2С1, 10 2С3), 2 орудия Д-30, 36 миномёта (12 ПМ-38, 24 2С12), 14 РСЗО Град;
- 97-я гвардейская мотострелковая Полтавская Краснознамённая, орденов Суворова и Богдана Хмельницкого дивизия (Славута)

Всего: 61 танк Т-72, 51 БМП (36 БМП-1, 15 БРМ-1К), 98 БТР (95 БТР-70, 3 БТР-60), 86 САУ (48 2С1, 36 2С3), 2 орудия Д-30, 36 миномёта (36 ПМ-38), 14 РСЗО Град;
- 161-я мотострелковая Станиславская Краснознамённая, ордена Богдана Хмельницкого дивизия (Изяслав)

Всего: 186 танков (58 Т-55, 128 Т-54), 70 БМП (65 БМП-1, 15 БРМ-1К), 1 БТР-70, 14 РСЗО Град.
- 83-я мотострелковая дивизия кадра (Луцк);
- 275-я мотострелковая дивизия кадра (Изяслав).
- 38-я ракетная бригада (Кременец, с. Белокриница);
- 461-я ракетная бригада[α] (Славута): 5 Р-145БМ;
- 62-я зенитная ракетная бригада (Любомль);
- 86-я бригада материального обеспечения (Здолбунов);
- 13-й пушечный артиллерийский полк (Ковель): 24 2С5 «Гиацинт», 36 2А65 «Мста-Б», 2 ПРП-3, 1 ПРП-4, 7 Р-145БМ, 45 МТ-ЛБ;
- 802-й реактивный артиллерийский полк (Ковель): 36 9П140 «Ураган»;
- 985-й противотанковый артиллерийский полк (Ковель);
- 119-й отдельный боевой вёртолетный полк (Броды): 42 Ми-24, 15 Ми-8;
- 442-й отдельный вёртолетный полк /боевой и управления/ (Жовтневое): 30 Ми-24, 20 Ми-8, З Ми-9;
- 49-й инженерно-сапёрный полк (Острог);
- 55-й отдельный Петроковский Краснознамённый полк связи (Ровно): 9 Р-145БМ, 1 Р-156БТР, 1 Р-137Б, 1 Р-240БТ, 1 Р-409Б;
- 53-й отдельный радиотехнический батальон ПВО (Ровно): 1 Р-145БМ);
- 21-й отдельный радиорелейно-кабельный батальон (Ровно);
- 971-й отдельный батальон РЭБ (Костополь);
- 904-й отдельный десантно-штурмовой батальон (Владимир-Волынский);
- 22-й отдельный батальон химической защиты (Костополь);
- отдельная эскадрилья беспилотных средств разведки (Славута);
- 561-й отдельный инженерно-саперный батальон (Острог): 8 ИМР-2, 1 УР-67;
- 247-й отдельный ремонтно-восстановительный батальон АТ(Гоща);
- 374-й отдельный ремонтно-восстановительный батальон БТ (Изяслав);

## Командование

### Командующий
- Филатов, Пётр Михайлович (25.05 — 8.07.1941),
- Ремезов, Фёдор Никитич (8 — 12.07.1941),
- Герасименко, Василий Филиппович (12 — 27.07.1941),
- Голубев, Константин Дмитриевич (27.07 — 30.08.1941),
- Городнянский, Авксентий Михайлович (31.08.1941 — 3.01.1942),
- Пухов, Николай Павлович (3.01.1942 — 3.06.1946).
- генерал-полковник М. С. Шумилов (4.06.1946 — 18.02.1947)
- генерал-полковник И. А. Плиев (19.02.1947 — 19.04.1948)
- генерал-полковник И. И. Людников (20.04.1948 — 2.12.1949)
- генерал-лейтенант А. Н. Нечаев (3.12.1949 — 8.01.1953)
- генерал-лейтенант Н. Н. Олешев (9.01.1953 — 5.04.1954)
- генерал-лейтенант Г. В. Бакланов (6.04.1954 — 23.02.1959)
- генерал-майор С. А. Андрющенко (24.02.1959 — 25.02.1961), с 25 мая 1959 генерал-лейтенант
- генерал-лейтенант П. С. Вашурин (20.04.1961 — 2.06.1968)
- генерал-лейтенант П. В. Мельников (3.06.1968 — 3.02.1970)
- генерал-лейтенант Ф. И. Рыкалов (4.02.1970 — 27.02.1973)
- генерал-майор А. Н. Зайцев (28.02.1973 — 31.08.1975), с 4 ноября 1973 генерал-лейтенант
- генерал-майор Р. М. Савочкин (1.09.1975 — 19.08.1977)
- генерал-майор В. В. Скоков (20.08.1977 — 1979), с 16 февраля 1979 генерал-лейтенант
- генерал-майор П. И. Гусев (1979—1981), с 25 октября 1979 генерал-лейтенант
- генерал-майор А. Н. Клейменов (1981 — февраль 1984), с 3 ноября 1983 генерал-лейтенант
- генерал-лейтенант А. С. Макаров (февраль 1984 — январь 1987)
- генерал-майор Г. Н. Гурин (январь 1987 — март 1989), с 27 октября 1988 генерал-лейтенант
- генерал-майор А. Г. Шеенков (март 1989—1991), с 25 апреля 1990 генерал-лейтенант
- генерал-майор В. Н. Степанов (1991 — 28 января 1992), с 29 апреля 1991 генерал-лейтенант

### Член Военного Совета
- Фуртенко, Порфирий Сергеевич (13.06 — 2.09.1941),
- Козлов, Марк Александрович (2.09.1941 — 9.05.1945),
- Чернышев, Николай Григорьевич (9.04.1942 — 9.05.1945).

### Начальник штаба
- Петрушевский, Александр Васильевич (26.05.1941 — 20.12.1943),
- Маландин, Герман Капитонович (31.12.1943 — 9.07.1945).

…
- Кривохижин, Геннадий Иосифович (??.01.1957 — ??.12.1957), генерал-майор[10]

### Начальники АБТО армии, заместители командующего армии по т/в, командующие БТ и МВ армии[11]
- Киршин, Григорий Васильевич, (пропал без вести) полковник
- Королёв Михаил Александрович, (07.07.1941 - 02.10.1946) генерал-майор танковых войск.